# Староперуновский сельсовет
Староперуновский сельсовет — сельское поселение в Тальменском районе Алтайского края России.
Административный центр — село Староперуново.

## Население
| 1997 | 1998 | 1999 | 2000 | 2001 | 2002 | 2003 | 2004 | 2005 |
| ---- | ---- | ---- | ---- | ---- | ---- | ---- | ---- | ---- |
| 626  | ↗649 | ↘596 | ↗642 | ↘617 | ↗619 | ↗622 | ↘555 | ↗641 |
| 2006 | 2007 | 2008 | 2009 | 2010 | 2011 | 2012 | 2013 | 2014 |
| ↗647 | ↘616 | ↗636 | ↘621 | ↘597 | ↘595 | →595 | ↘594 | ↗596 |
| 2015 | 2016 | 2017 | 2018 | 2019 | 2020 | 2021 |      |      |
| ↘591 | ↗607 | ↗610 | ↘595 | ↘588 | ↘587 | ↗590 |      |      |

По результатам Всероссийской переписи населения 2010 года, численность населения муниципального образования составила 597 человек, в том числе 294 мужчины и 303 женщины.

## Состав сельского поселения
| № | Населённый пункт       | Тип населённого пункта       | Население |
| - | ---------------------- | ---------------------------- | --------- |
| 1 | Воронежская-Молодёжная | станция                      | ↘142      |
| 2 | Староперуново          | село, административный центр | ↗452      |

## Местное самоуправление
Главы сельсовета
- Александр Витальевич Соловьёв
- с 12.02.2023 года — Оксана Олеговна Власенко[20]